# كاليفانبوغات
كاليفانبوغات (بالإنجليزية: Kalevanpojat)‏ في الميثولوجيا الفنلندية هم أبناء العملاق البدئي كاليفا. وهم كائنات شيطانية تقلِب التربة الخصبة إلى تربة بور وتقلب الغابات إلى مستنقعات.